# Novica Tadić
Novica Tadić (Servisch: Новица Тадић) (Smriječno, Plužine, 17 juli 1949 – Belgrado, 23 januari 2011) was een Joegoslavisch dichter. Zijn werk is ver buiten het voormalige Joegoslavië gepubliceerd. Tadić wordt bezien als een van de belangrijkste Servische dichters uit de tweede helft van de 20e eeuw.
Novica Tadić werd geboren in Smriječno een dorp in de gemeente Plužine in het noorden van het hedendaagse Montenegro op 17 juli 1949. Hij ging naar de middelbare school in Nikšić en volgde later een studie filosofie aan de Universiteit van Belgrado in het tegenwoordige Servië.
Tadić' gedichten zijn vertaald in het Engels en het Frans door onder andere de Amerikaanse dichter Charles Simic. Zijn stijl wordt gekenmerkt door de korte sombere en gedichten, door de armoede onder het communistische regime in Joegoslavië en de oorlog in het post-communistische Servië. Naast deze somberheid gebruikte hij ook frequent ironie en sarcasme als stijlmiddelen. Tadić schreef vooral over de normale burger en hoezeer zij leden onder de armoede, hoe zij vechten voor brood.
Novica Tadic stierf op 23 januari 2011 in het Zemun-ziekenhuis te Belgrado na een kort ziekbed.